# Équipe de Bulgarie de Coupe Davis
L'équipe de Bulgarie de Coupe Davis représente la Bulgarie à la Coupe Davis. Elle est placée sous l'égide de la Fédération bulgare de tennis.

## Historique
Créée en 1964, l'équipe de Bulgarie de Coupe Davis a réalisé sa meilleure performance en évoluant plusieurs années dans le Groupe I de la zone Europe-Afrique. Elle a atteint la demi-finale de la Zone Europe lors des éditions 1983, 1986 et 1987, signant le meilleur résultat de l’équipe avant le nouveau format de 2020. L’équipe de Bulgarie a également remporté a quatre reprises la Zone Europe Groupe III en 1997, 2001, 2008 et 2012. Depuis 2020 et le nouveau format, la Bulgarie a évolué durant une édition dans le Groupe mondial, en 2023.

## Bilan
| Édition   | Groupe                 | Résultat              | Lieu           | Ultime adversaire    | Score |
| --------- | ---------------------- | --------------------- | -------------- | -------------------- | ----- |
| 1981      | Zone Europe            | Quart de final        | Helsinki       | Finlande             | 3-2   |
| 1982      | Zone Europe            | 1er tour              | Sofia          | Danemark             | 1-4   |
| 1983      | Zone Europe            | Demi-finale           | Sofia          | Yougoslavie          | 0-5   |
| 1984      | Zone Europe            | Quart de final        | Plovdiv        | Belgique             | 2-3   |
| 1985      | Zone Europe            | 1er tour              | Bruxelles      | Belgique             | 3-1   |
| 1986      | Zone Europe            | Demi-finale           | Moliets-et-Maa | France               | 5-0   |
| 1987      | Zone Europe            | Demi-finale           | Haskovo        | Suisse               | 0-5   |
| 1988      | Zone Europe Groupe I   | Relégation            | Sofia          | Roumanie             | 0-5   |
| 1989      | Zone Europe Groupe II  | Quart de final        | Monte-Carlo    | Monaco               | 3-1   |
| 1990      | Zone Europe Groupe II  | Demi-finale           | Varsovie       | Pologne              | 4-1   |
| 1991      | Zone Europe Groupe II  | Quart de final        | Oslo           | Norvège              | 5-0   |
| 1992      | Zone Europe Groupe II  | Quart de final        | Athènes        | Grèce                | 4-1   |
| 1993      | Zone Europe Groupe II  | Quart de final        | Sofia          | Afrique du Sud       | 1-4   |
| 1994      | Zone Europe Groupe II  | Relégation            | Le Caire       | Égypte               | 3-2   |
| 1995      | Zone Europe Groupe III | Phase de Poules       | Saint-Marin    | 4 adversaires        |       |
| 1996      | Zone Europe Groupe III | Phase de Poules       | Nairobi        | 6 adversaires        |       |
| 1997      | Zone Europe Groupe III | Victoire              | Plovdiv        | Monaco               | 3-0   |
| 1998      | Zone Groupe II         | Barrage de relégation | Sofia          | Luxembourg           | 5-0   |
| 1999      | Zone Groupe II         | Quart de final        | Budapest       | Hongrie              | 4-1   |
| 2000      | Zone Groupe II         | Relégation            | Sofia          | Israël               | 2-3   |
| 2001      | Zone Europe Groupe III | Victoire              | Maurice        | Égypte               | 2-1   |
| 2002      | Zone Europe Groupe II  | Quart de final        | Abidjan        | Côte d’Ivoire        | 3-2   |
| 2003      | Zone Europe Groupe II  | Quart de final        | Belgrade       | Serbie et Monténégro | 4-1   |
| 2004      | Zone Europe Groupe II  | Quart de final        | Teramo         | Italie               | 5-0   |
| 2005      | Zone Europe Groupe II  | Demi-finale           | Donetsk        | Ukraine              | 4-1   |
| 2006      | Zone Europe Groupe II  | Quart de final        | Plovdiv        | Hongrie              | 2-3   |
| 2007      | Zone Europe Groupe II  | Relégation            | Nicosie        | Chypre               | 4-1   |
| 2008      | Zone Europe Groupe III | Victoire              | Plovdiv        | Zimbabwe             | 3-0   |
| 2009      | Zone Europe Groupe II  | Quart de final        | Plovdiv        | Lettonie             | 1-4   |
| 2010      | Zone Europe Groupe II  | Quart de final        | Otočec         | Slovénie             | 5-0   |
| 2011      | Zone Europe Groupe II  | Relégation            | Sofia          | Chypre               | 2-3   |
| 2012      | Zone Europe Groupe III | Victoire              | Sofia          | Macédoine du Nord    | 3-0   |
| 2013      | Zone Europe Groupe II  | Barrage de relégation | Plovdiv        | Estonie              | 3-0   |
| 2014      | Zone Europe Groupe II  | Barrage de relégation | Athènes        | Grèce                | 1-4   |
| 2015      | Zone Europe Groupe II  | Demi-finale           | Sofia          | Hongrie              | 2-3   |
| 2016      | Zone Europe Groupe II  | Relégation            | Tunis          | Tunisie              | 3-2   |
| 2017      | Zone Europe Groupe III | Finale                | Sozopol        | Irlande              | 1-2   |
| 2018      | Zone Europe Groupe III | Finale                | Plovdiv        | Monaco               | 1-2   |
| 2019      | Zone Europe Groupe II  | 1er tour              | Le Cap         | Afrique du Sud       | 4-1   |
| 2020-2021 | Groupe mondial II      | 1V/1D                 | Sofia          | 2 adversaires        |       |
| 2022      | Groupe mondial II      | 2V                    | Sofia          | 2 adversaires        |       |
| 2023      | Groupe mondial         | 1V/1D                 | Sofia          | 2 adversaires        |       |
| 2024      | Groupe mondial II      | 1V/1D                 | Plovdiv        | 2 adversaires        |       |

| Promotion  |
| Relégation |

## Sélection

### 2024
- Yanaki Milev
- Iliyan Radoulov
- Pyotr Nesterov
- Dimitar Kouzmanov
- Alexandar Lazarov
- Alexander Donski

### 2023
- Yanaki Milev
- Pyotr Nesterov
- Dimitar Kouzmanov
- Alexandar Lazarov
- Alexander Donski

### 2022
- Alexandar Lazarov
- Dimitar Kouzmanov
- Alexander Donski
- Petr Nesterov

### Autres joueurs
- Ivaylo Traykov
- Todor Enev
- Tihomir Grozdanov
- Valentin Dimov
- Grigor Dimitrov